# Хорија (Јаломица)
Хорија (рум. Horia) насеље је у Румунији у округу Јаломица у општини Аксинтеле. Oпштина се налази на надморској висини од 66 m.

## Становништво
Према подацима из 2002. године у насељу је живело 817 становника, од којих су сви румунске националности.